# Нешель
Нешель (перс. نشل) — село в Ірані, у дегестані Челав, у Центральному бахші, шагрестані Амоль остану Мазендеран. За даними перепису 2006 року, його населення становило 251 особу, що проживали у складі 96 сімей.

## Клімат
Середня річна температура становить 6,20 °C, середня максимальна – 22,31 °C, а середня мінімальна – -10,03 °C. Середня річна кількість опадів – 207 мм.
| Клімат поселення                              | Клімат поселення | Клімат поселення | Клімат поселення | Клімат поселення | Клімат поселення | Клімат поселення | Клімат поселення | Клімат поселення | Клімат поселення | Клімат поселення | Клімат поселення | Клімат поселення | Клімат поселення |
| Показник                                      | Січ.             | Лют.             | Бер.             | Квіт.            | Трав.            | Черв.            | Лип.             | Серп.            | Вер.             | Жовт.            | Лист.            | Груд.            |                  |
| Середній максимум, °C                         | −1,07            | −0,47            | 3,19             | 10,31            | 15,10            | 18,90            | 22,31            | 21,66            | 18,17            | 12,57            | 7,02             | 2,06             |                  |
| Середня температура, °C                       | −5,56            | −4,95            | −1,28            | 5,82             | 10,62            | 14,42            | 17,57            | 16,92            | 13,42            | 7,82             | 2,27             | −2,69            |                  |
| Середній мінімум, °C                          | −10,03           | −9,42            | −5,77            | 1,34             | 6,14             | 9,94             | 12,82            | 12,16            | 8,67             | 3,08             | −2,46            | −7,44            |                  |
| Норма опадів, мм                              | 21               | 25               | 39               | 30               | 28               | 8                | 6                | 4                | 3                | 12               | 13               | 18               |                  |
| Середньомісячна швидкість вітру, м/с          | 1.40             | 2.11             | 2.70             | 2.80             | 2.36             | 1.98             | 2.09             | 1.91             | 1.88             | 1.92             | 1.72             | 1.34             |                  |
| Середньомісячна сонячна радіація, кДж/м²·день | 9191             | 11883            | 14578            | 17998            | 21480            | 25159            | 25278            | 23211            | 19930            | 14713            | 10942            | 8870             |                  |
| --------------------------------------------- | ---------------- | ---------------- | ---------------- | ---------------- | ---------------- | ---------------- | ---------------- | ---------------- | ---------------- | ---------------- | ---------------- | ---------------- | ---------------- |
| Джерело:                                      |                  |                  |                  |                  |                  |                  |                  |                  |                  |                  |                  |                  |                  |